# Brightlingsea Regent F.C.
Brightlingsea Regent FC là một câu lạc bộ bóng đá có trụ sở tại Brightlingsea, Essex, Anh. Thành lập vào năm 2005, đội bóng hiện thi đấu tại Isthmian League North Division và có sân nhà ở North Road.

## Danh hiệu
- Isthmian League

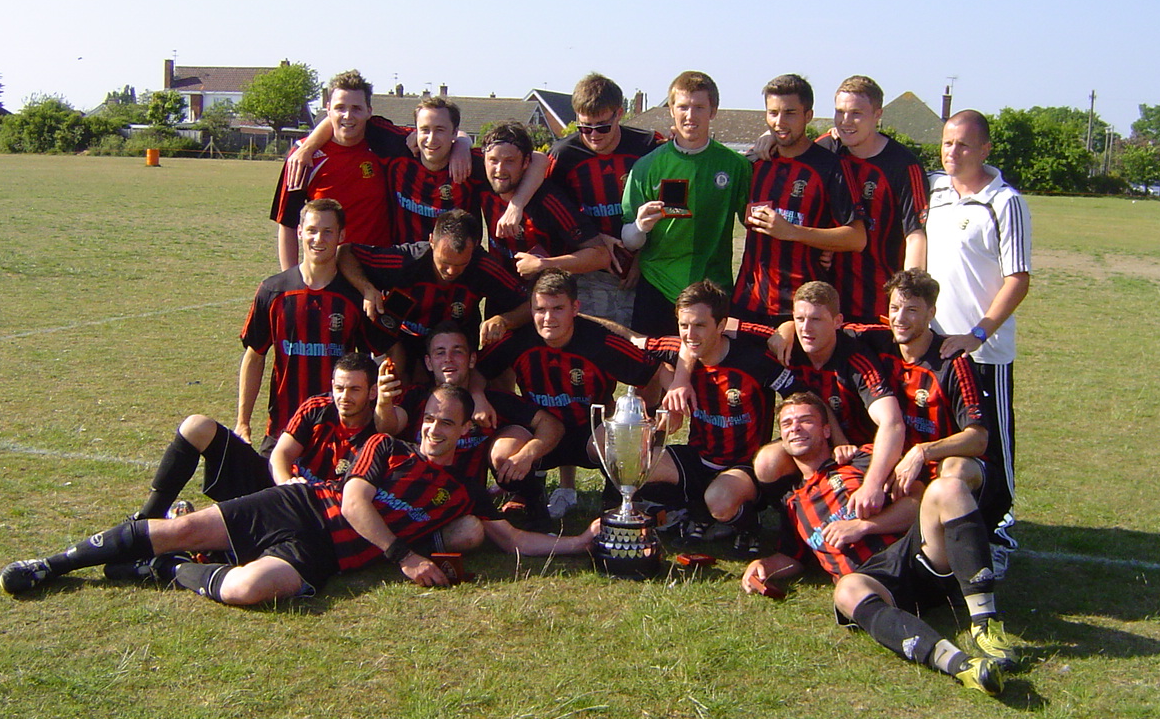
Vô địch Essex and Suffolk Border Football League mùa giải 2010–11

  - Nhà vô địch Division One North mùa giải 2016–17
- Eastern Counties League
  - Nhà vô địch Division One Knock-out Cup mùa giải 2012–13
- Essex Senior League
  - Nhà vô địch các mùa giải 1988–89, 1989–90[2]
- Essex & Suffolk Border League
  - Nhà vô địch Premier Division mùa giải 2010–11[3]
  - Nhà vô địch Division One các mùa giải 1946–47, 1960–61[3][4]
  - Nhà vô địch Division Two mùa giải 2005–06
  - Nhà vô địch League Cup mùa giải 1971–72[3]
  - Nhà vô địch Division One Knock-Out Cup mùa giải 1960–61 (đồng vô địch)[3]
  - Nhà vô địch A.V. Lee Service Memorial Cup mùa giải 2010–11[3]
- Tolleshunt D’Arcy Memorial Cup
  - Nhà vô địch các mùa giải 2017–18, 2018–19